# トポグラフィー

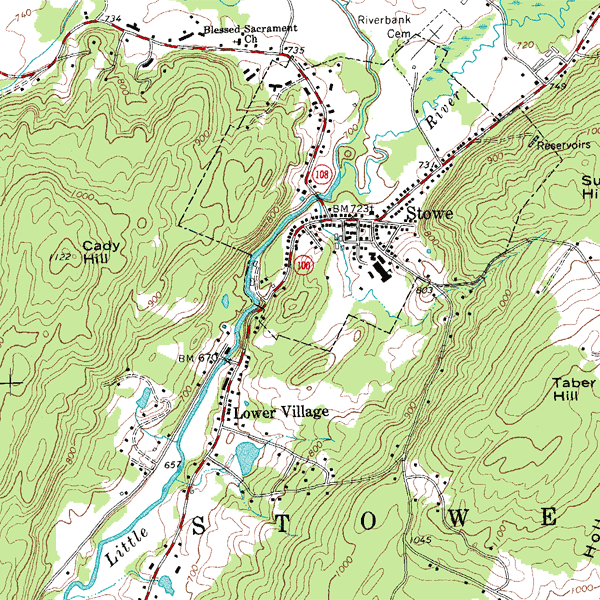
等高線を用いた地形図

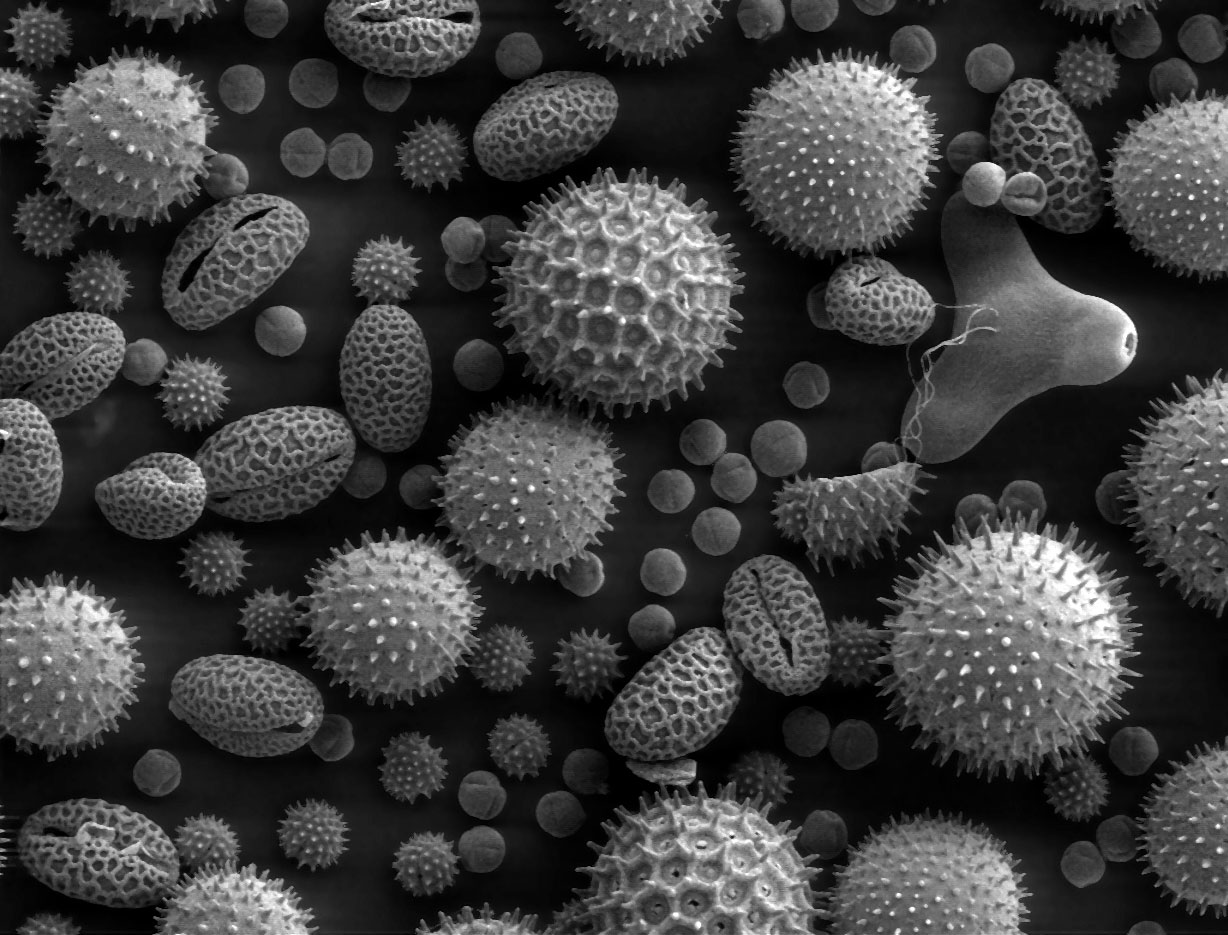
走査型電子顕微鏡を使って様々な花粉の3次元形状を捉えた反射電子像（トポ像）。原図の倍率は約500倍。

トポグラフィー（英:Topography）とは、対象物表面の凹凸および特徴を観察して、それを精細に表したものをいう。元々は地表の起伏を対象とする地形図を指したが、近年では走査型電子顕微鏡で観察した試料表面の3次元形状を表す反射電子像（トポ像）がその範疇に含まれるなど、用語の意味あいが広がった。
本項では、主に地形特徴のトポグラフィー（特に地図への描画）について記述する。
地球科学や惑星科学分野でのトポグラフィーとは、地形図で示された地形のことで第一義的には高度や斜面の向きで示される土地の形態を指す（その性質や成因までは考慮しない）。対象となる場所の精緻な記載がトポグラフィーで、そこに見られる地形の分類や性質や成因に関する研究が地形学(Geomorphology)とされている。具体的には、等高線、段彩、起伏の陰影といった様々な描画技術による地図上への地形描写表現がトポグラフィーにあたる。現代では数値標高モデル(DEM)の生成も含まれる。

## 語源
トポグラフィーという用語は古代ギリシア語が起源で、場所の詳細な説明として古代ローマに継承された。ギリシャ語の"τόπος "(topos,場所）と"-γραφία"(-graphia, -の記述）がこの言葉の由来である。西洋古典文学では、これがある場所について記すことを指し、現在だと概ね「郷土史」と呼ばれているものにあたる。イギリスやヨーロッパでは、現在でもトポグラフィーという言葉がたまにこの本来の意味で使われている。
18世紀後半に始まったイギリスによる詳細な軍事調査は陸地測量(Ordnance Survey)と呼ばれ、この用語が20世紀に入って地形調査や各地図の一般名として英語圏で使用された。フランスにおける最初期の科学的測量は、4世代にわたってその地図を製作した家族にちなんでカッシーニ地図と呼ばれた。「トポグラフィー測量(topographic surveys)」という用語は、起源がアメリカだと考えられている。アメリカ合衆国における最初期の詳細な測量は、1812年の英米戦争中に結成された「陸軍地形局(Topographical Bureau of the Army)」によって行われ、これが1838年に地形測量工兵隊 (Corps of Topographical Engineers) になった。1878年にアメリカ地質調査所が全米地図作成の作業を請け負った後も、"topographical"という用語は詳細測量と地図作成計画の一般用語として残っており、多くの（主に英語圏の）諸外国で標準採用されている。
20世紀に入って、トポグラフィーという用語が他分野で対象物の表面記載に使われるようになり、特に神経学などの医療分野では広義のマッピングでこの語が使われている（光トポグラフィーを参照）。

## 目的
トポグラフィーの目的は、緯度や経度などの水平座標系および標高という3次元の観点から、ある地点の全ての特徴や一般的にはあらゆる地点の位置を決定することにある。特徴の識別や命名、典型的な地形パターンの認識もこの分野の一部とされる。
トポグラフィー研究（地形測量）は様々な理由で行われることがある。軍事計画と地質探査がこの測量計画を始める主な動機であったが、地勢および地表特徴に関する詳細情報は、大掛かりな土木工学や公共事業や埋立地事業の立案や施工に不可欠である。

## 技術
トポグラフィー研究には様々なやり方がある。どの手法を使うかは、調査対象地域の規模、近接性、既存調査の質によって変わってくる。

### 現地測量

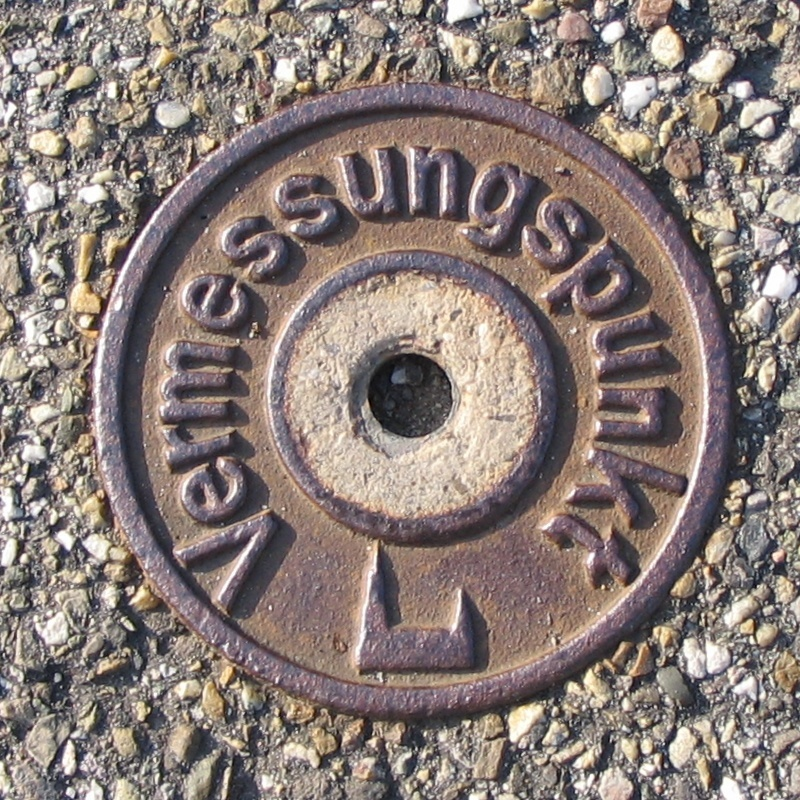
ドイツの測量基準点

測量では、セオドライトや水準器やクリノメーターなどの水平測量機器を使用し、これらは各地点の地勢位置または3次元空間位置であったり地点間の距離や角度を正確に決定するのに有用である。
初めての地形図の仕事の一つは、イタリアの天文学者ジョヴァンニ・カッシーニによってフランスで開始された。
後述のリモートセンシングは、情報収集プロセスを大幅に高速化して長距離での精度統御を可能にしたが、依然として直接測量が全てのトポグラフィー作業のための基準点と枠組を提供している。
大規模な直接測量と地図作成事業がある地域では、集積されたデータがUSGS DEMなどの基本的な数値標高データ群の基礎を形成する。多くの場合このデータは調査間の不整合を排除するため「洗い出し」される必要があるが、大規模解析にとって貴重な一連の情報が生み出される。
当初のアメリカの地形測量（またはイギリスの陸地測量）には、起伏の記録だけでなくランドマークの特徴識別や土地の植生識別も含まれていた。

### リモートセンシング
リモートセンシングは、対象地域から離れて行なう地理データ収集の総称である。

#### 受動型の手法
航空写真と衛星画像は、写真測量法の役割に加えて、地勢や土地被覆の特徴を識別したり描写するのに使われることがある。これらは地図であれGISであれ確実に地理視覚化の一部となっている。偽色および不可視スペクトルの画像は、植生ほかの土地利用情報をより明確に描写することにより、土地の隠れた性質を特定するのにも役立ちうる。画像は、可視色や他のスペクトルにすることも可能である。

#### 写真測量法
写真測量法は、対象物の3次元座標点が（通常は航空写真の異なる飛行経路からの）2つ以上の異なる位置から撮影した写真画像を用いて行われる測定技法である。この技法では、各画像上で共通点が識別される。観測線が、カメラ位置から対象地点まで構築される。その観測線の交点（三角測量）によって、対象地点の相対的な3次元位置を決定する。既知の基準点は、これらの相対位置に絶対値を付与するために使われている。より洗練されたアルゴリズムでは、先験的に知られている場面上の他の情報を活用することができる（例えば、場合によっては対称性が1ヵ所のカメラ位置に基づいた次元座標の再構築を可能にする）。

#### 能動型の手法
衛星レーダーのマッピングが、数値標高モデル（下記参照）を生成する主な手法の1つである。同様の手法は、海底の地勢を決定するのにソナーを使う水深測量にも適用されている。近年は、電波の代わりにレーザーを使用するリモートセンシングのLIDAR(LIght Detection And Ranging)が、林冠や氷河といった複雑なマッピング需要にますます採用されている。

## トポグラフィー用データの形成

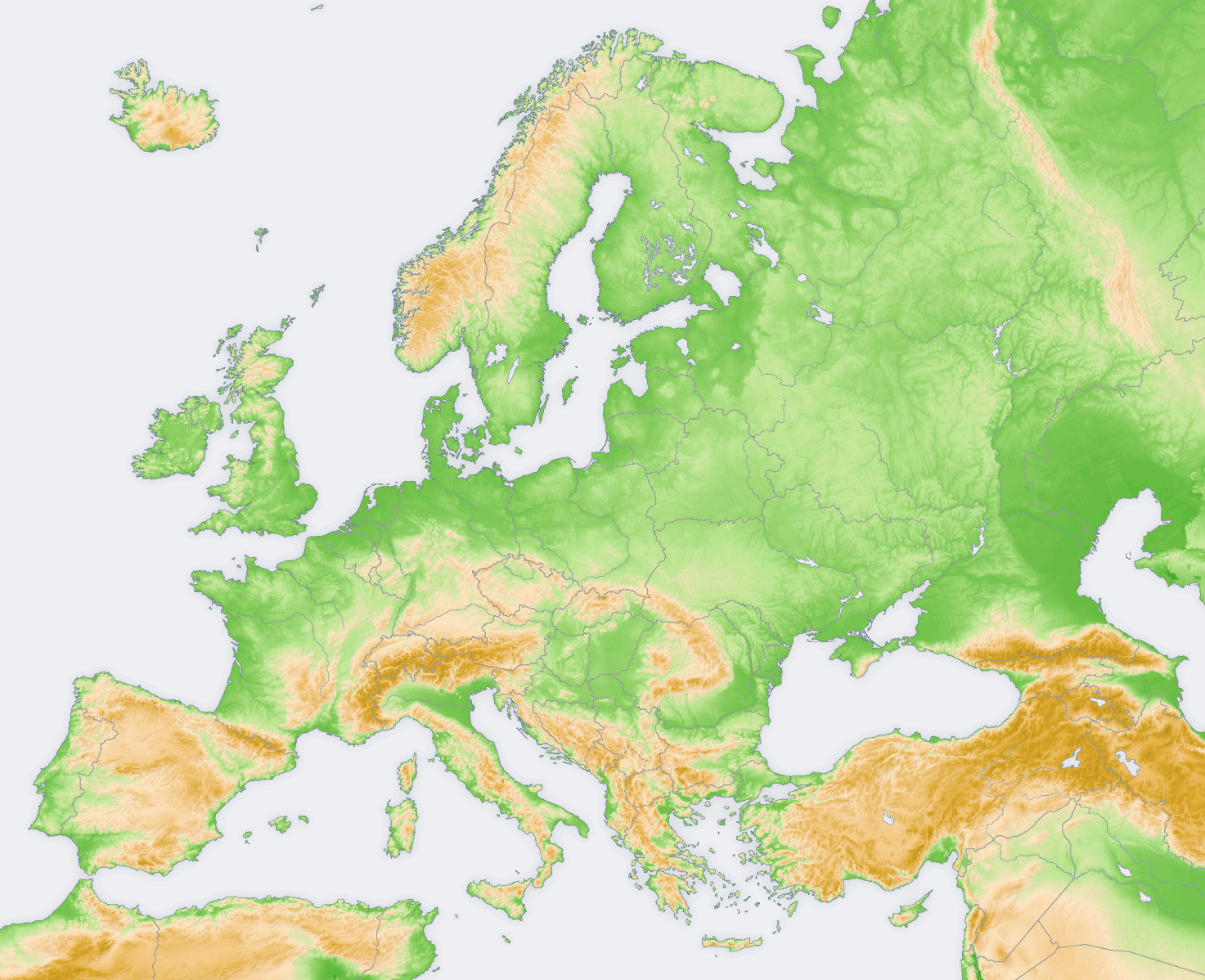
標高モデルを使ったヨーロッパの地図

地勢は一般的にベクトル(TIN)やグリッド（ラスター画像）の数学的モデルを活用してモデリングされる。大半の環境科学では、地表がグリッドモデルを使って表現およびモデリングされる。土木事業では、大部分の地表表現がTINモデルの改造版を採用している。
実際には、まず測量士が地域の高度をサンプル採集し、次にこれらを使ってTINの形式で数値地表モデル(Digital Land Surface Model,DLSM)を生成する。DLSMは、地形の視覚化、リモートセンシング画像の重ね合わせ、表面の生態学的特性の定量化、または地表対象の抽出に使用されることがある。等高線データや他のサンプル採集された一連の標高データは DLSMではないことに注意されたい。DLSMは調査エリアの各位置で標高が継続的に利用可能であることを意味しており、従ってその地図は完全な地表を表している。DLSMは、林冠や建造物や類似対象物の表面たりうる数値表面モデルと混同すべきではない。
例えばLIDAR技術を使って生成される表面モデルの場合、林冠の頂部から地球の実際の大地まで、複数の表面を持つ可能性がある。両者の表面モデルの差異を活用して、体積等の寸法（樹木の高さなど）を導出可能である。

### 未加工の測量データ
トポグラフィー測量情報は、歴史的に測量士の記録に基づいている。それらは他の現地資料から名称や文化的情報を導き出せる場合がある（例えば、境界描写は現地の地籍図から導出され得る）。歴史的に興味深いが、これらの現場記録には地図製作後の段階で解決されるエラーや矛盾を本質的に含んでいる。 

### リモートセンシングデータ
現場記録と同様、リモートセンシングデータ（航空写真や衛星写真など）は未加工である。そこには穴（例えば雲で隠された部分）や不整合（具体的に画像を撮影したタイミングによる）が含まれている場合がある。現代の地形図作成には、その集約プロセスにリモートセンシングされたデータの大部分が含まれている。

### 地形図

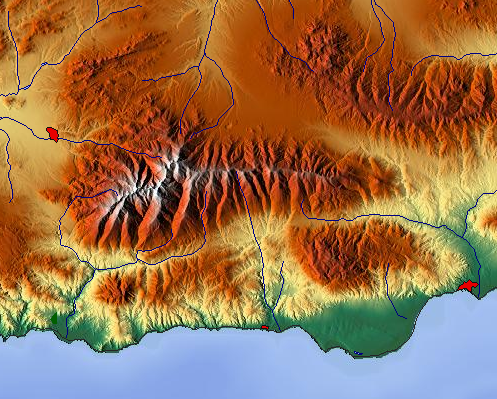
シエラネバダ山脈 (スペイン)の起伏図

現代的な定義だと、地形図には起伏が描かれている。日本の国土地理院や米国のアメリカ地質調査所(USGS)による地形図では、等高線を使って起伏が描かれている。これら地図には、等高線だけでなく重要な河川や水域、森林被覆、構築された地域や個々の建造物（縮尺による）、その他の特徴や興味深い地点も表示される。トポグラフィー測量に基づく地図でも、地積測量図と呼ばれるものには等高線がない。
既存のトポグラフィー測量地図は、その包括的で百科事典的な範囲のために、多くの派生トポグラフィー研究の基礎を形成している。例えば数値標高モデル(DEM)は多くの場合、新しいリモートセンシングデータからではなく既存の紙の地形図から作成されている。多くの政府系および民間の出版社は、既存地形図の図版（特に等高線）を、独自の特化した又は刷新された地形図の基礎として使用している。
地形図と地質図を混同してはならない。後者は、識別可能な地表特徴ではなく、地表の土台となる構造とプロセスに関わるものである。

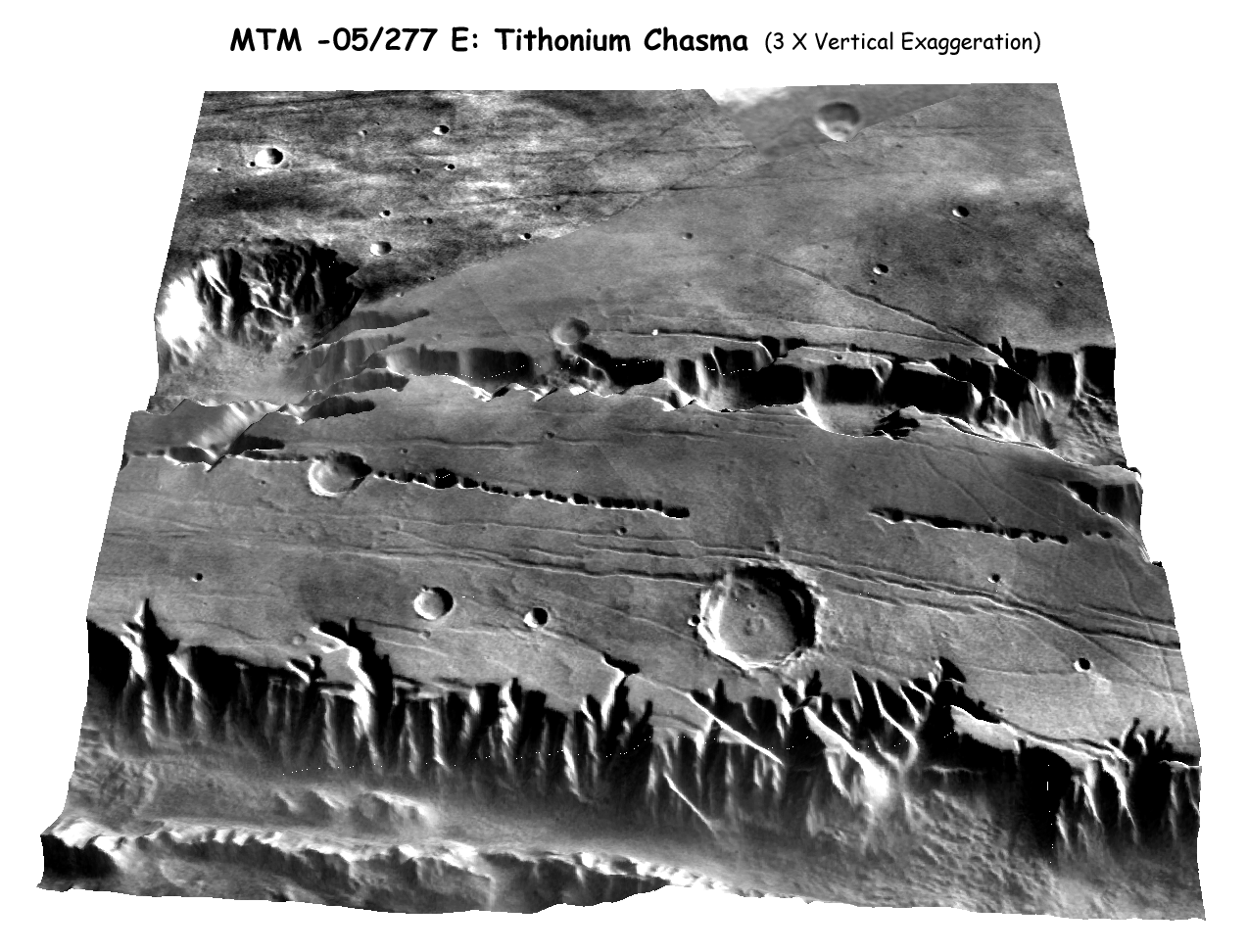
数値標高モデルを使った火星の地形の3Dレンダリング

### 数値標高モデル
数値標高モデル(DEM) は、地球や地球型惑星の全体または一部の地形 (海抜測高や海底地形) のラスターを基本とする数値データ群である。データ群のピクセルにはそれぞれ標高値が割り当てられ、データ群のヘッダー部分にはカバレッジの領域、各ピクセルがカバーする単位、標高の単位（およびゼロ地点）が定義されている。 DEMは、既存の紙製地図や測量データから派生する場合もあるし、新しい衛星やその他の遠隔感知式レーダーやソナーのデータから生成される場合もある。

### 位相モデル
地理情報システム (GIS) は、数値的に保存された空間データ内に存在する空間関係を認識および分析できる。これら位相の関係によって、複雑な空間モデルが作成されたり解析できるようになっている。地理実体間における位相の関係としては、隣接関係 （何が何と隣接しているか）、包含関係 （何が何を囲んでいるか）、近接性 （ある場所がどのくらい他の場所と近いか）などがある。
- 地上の合成画像にて視界を再構成する
- 地上で上空飛行の軌道を決定する
- 表面や体積を計算する
- 地形の輪郭を写し出す

## 他分野のトポグラフィー
トポグラフィーは様々な科学分野に適用されている。神経科学では、脳機能マッピング用の神経画像分野が脳波トポグラフィーなどの技術を使用している。眼科では、角膜の表面曲率をマッピングする技術として角膜トポグラフィーが用いられている。組織工学では、原子間力顕微鏡を使用してナノ縮尺のトポグラフィー図を作成している。
人体解剖学や美術解剖学では、体表の起伏のことをトポグラフィーと呼んでいる。
数学では、トポグラフィーの概念が地図上にある特徴のパターンや一般構造を示すのに使われたり、変数（またはその値）が空間に分布するパターンを指す用語として使われている。